# Misy-sur-Yonne
Misy-sur-Yonne é uma comuna francesa localizada na região administrativa da Île-de-France, no departamento Sena e Marne. A comuna possui 749 habitantes segundo o censo de 1999.